# Херцогство Юлих-Берг
Юлих-Берг (на немски: Herzogtum Jülich-Berg) е регионално обединение в Свещената римска империя, чиято територия включва свързаните с лична уния херцогства Юлих и Берг от 1423 до 1795 г. Те формално са винаги различни херцогства, но имат общи херцози с 1 глас в Имперския княжески съвет.
Столица е Дюселдорф, следват го Хайделберг (1718), Манхайм (1720), Мюнхен (1777). Управляват династиите: Юлих-Хаймбах, Марк (1511), Пфалц-Нойбург (1614), Курпфалц (1685), Курбавария (1777).
В края на 18 век там живеят 400 000 жители. Следват: ляво от Райн: Département de la Roer (Франция) (1798), дясно от Райн: Велико херцогство Берг (1806).
През 1795 г. свършва връзката на Юлих и Берг, когато Франция си взема Юлих през Първата коалиционна война. В държавния съюз на Рейнския съюз Берг става през 1806 г. Велико херцогство Берг – наполеонска сателитна държава и изчезва през 1813 г. в резултат на Освободителните войни.
През 1815 г. територията на бившите херцогства попада към Прусия, през 1822 г. е част на Рейнската провинция, от 1946 г. принадлежи към Северен Рейн-Вестфалия.

## Херцози на Юлих-Берг
През 1423 г. измира Юлихската главна линия и херцог Адолф от бергската линия поема управлението и в Юлих, с което се основава Юлих-Берг.

### Дом Юлих(-Хаймбах)
от 1437 в персоналунион с Равенсберг
- 1423 – 1437 Адолф
- 1437 – 1475 Герхард
- 1475 – 1511 Вилхелм

### Дом (Клеве-)Марк
в персоналунион с Равенсберг, от 1521 също с Клеве-Марк, 1538 – 1543 с Гелдерн
- 1511 – 1539 Йохан
- 1539 – 1592 Вилхелм
- 1592 – 1609 Йохан Вилхелм I

1609 – 1614 Наследствени междуособности

### ДомВителсбахи
В лична уния с Пфалц-Нойбург, от 1685 също Курпфалц, 1742 Зулцбах, 1777 Курбавария.
- 1614 – 1653 Волфганг Вилхелм
- 1653 – 1679 Филип Вилхелм
- 1679 – 1716 Йохан Вилхелм II
- 1716 – 1742 Карл Филип
- 1742 – 1795 Карл Теодор